# مارتن ليبا
مارتن ليبا (بالإستونية: Martin Lepa)‏ هو لاعب كرة قدم إستوني في مركز الدفاع، ولد في 28 أكتوبر 1976 في تالين في إستونيا. شارك مع منتخب إستونيا لكرة القدم. أما مع النوادي، فقد لعب مع نادي فلورا.

## وصلات خارجية
- مارتن ليبا على موقع الاتحاد الدولي (مؤرشف)  (الإنجليزية)
- مارتن ليبا على موقع قاعدة بيانات كرة القدم.إي يو (الإنجليزية)
- مارتن ليبا على موقع ناشيونال فوتبول تيمز (الإنجليزية)
- مارتن ليبا على موقع عالم كرة القدم.نت (الإنجليزية)